# Bologoe
Huyện Bologoe (tiếng Nga: ? райо́н) là một huyện hành chính tự quản (raion), của Tỉnh Tver, Nga. Huyện có diện tích 130 km². Trung tâm của huyện đóng ở Bologoe.